# Pruenga de jardí
La pruenga de jardí (Catharanthus roseus) és una espècie que pertany al gènere Catharanthus i a la família de les apocinàcies. Catharanthus del grec katharos, "pur," i anthos, "flor". És nativa i endèmica de Madagascar. És una herba que, com a característica pròpia de la seva família, presenta làtex.
Altres noms populars catalans amb els quals també se la coneix són herba donzella, dominica, alegret, cacauereta, alegria, alegries, baladret, garroferet, garrofereta borda i pastoreta.

## Distribució
Originària de Madagascar, és una espècie que creix avui en dia a pràcticament totes les zones tropicals i subtropicals africanes, i també Hondures, Colòmbia, República Dominicana, Bahames, Hawaii i Filipines. El gènere conté només 6 espècies.
A les zones temperades es cultiva com a planta ornamental anual i es troba en parcs i jardins.

## Ecologia

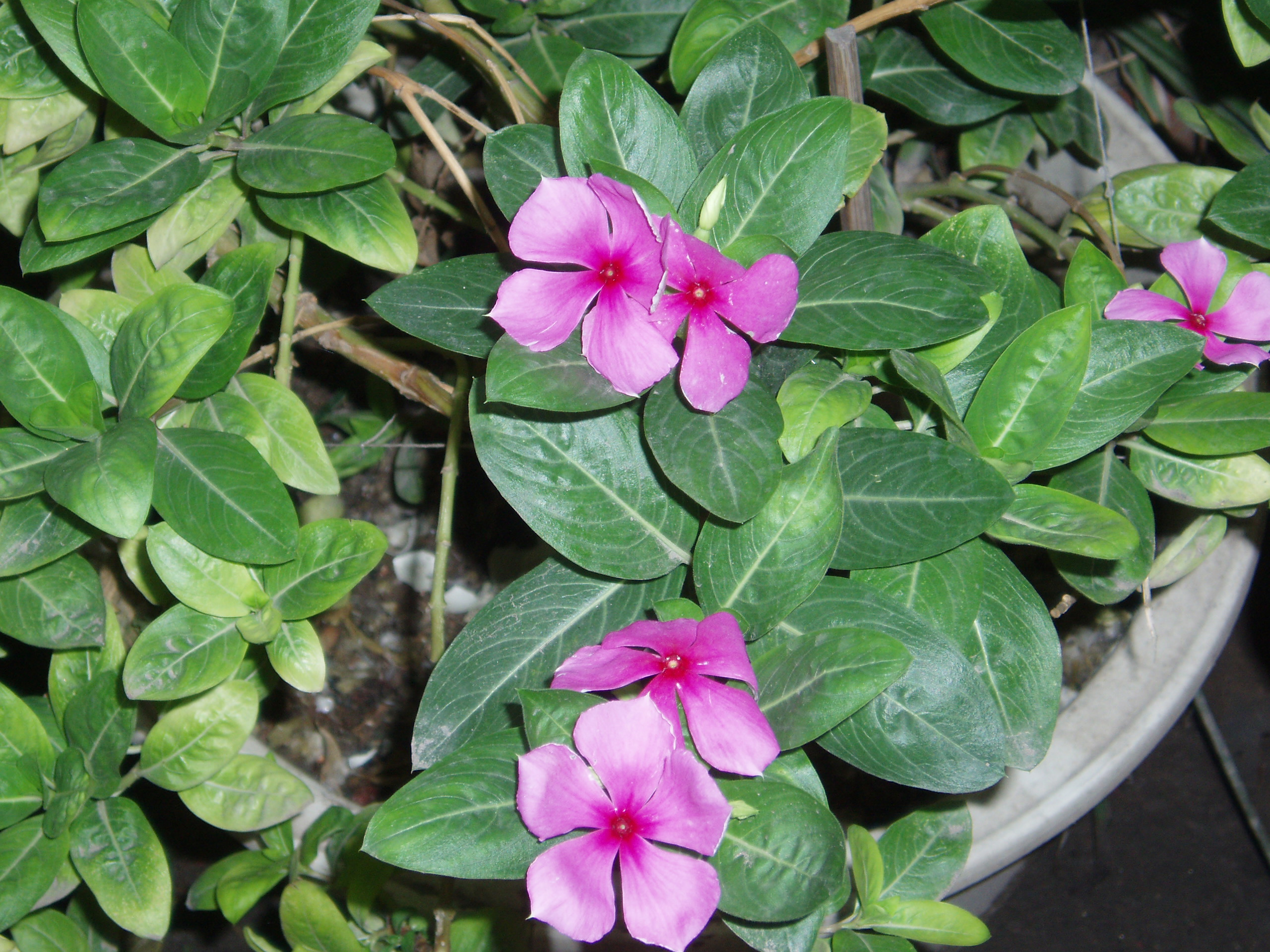
Detall fulles

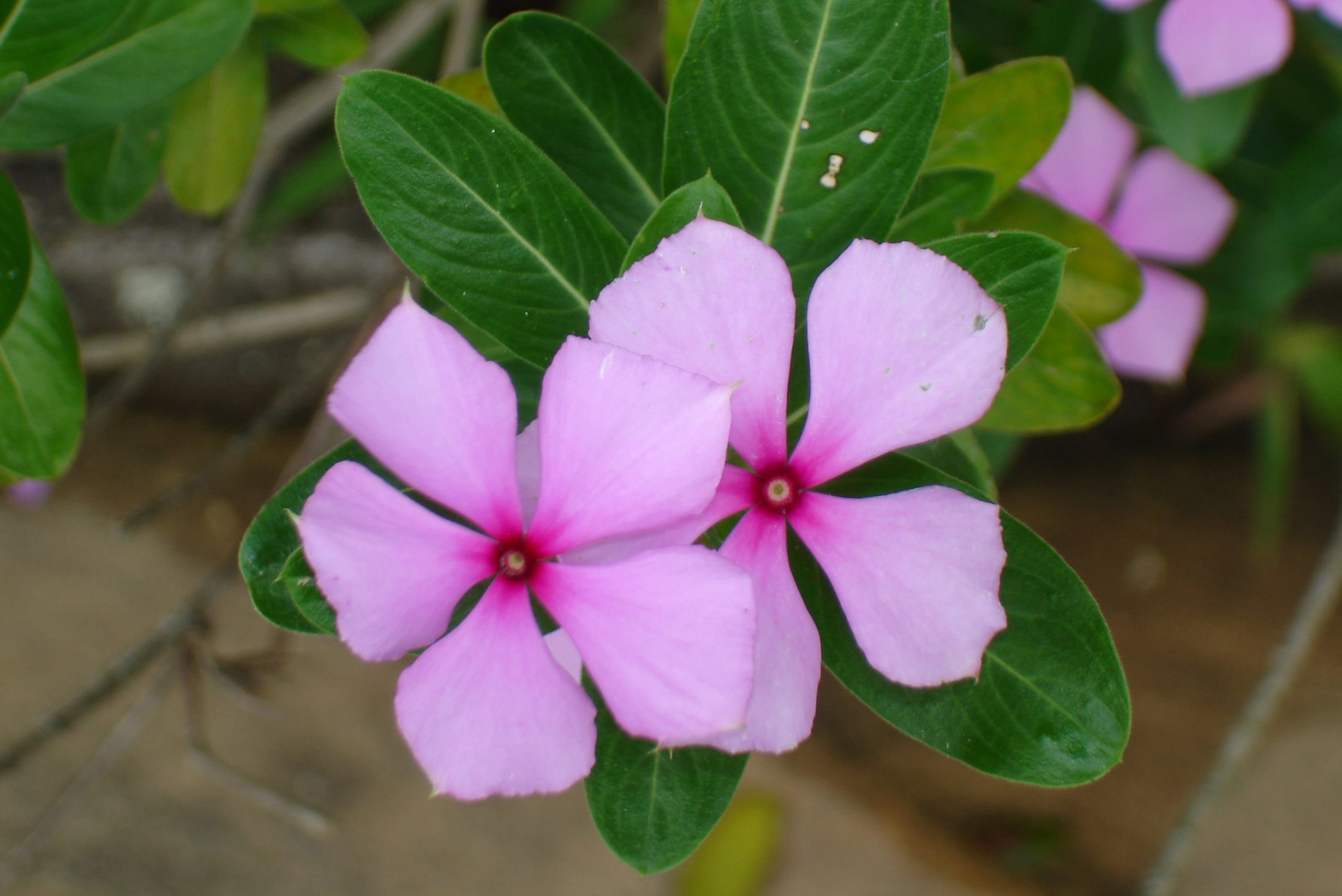
Detall flor

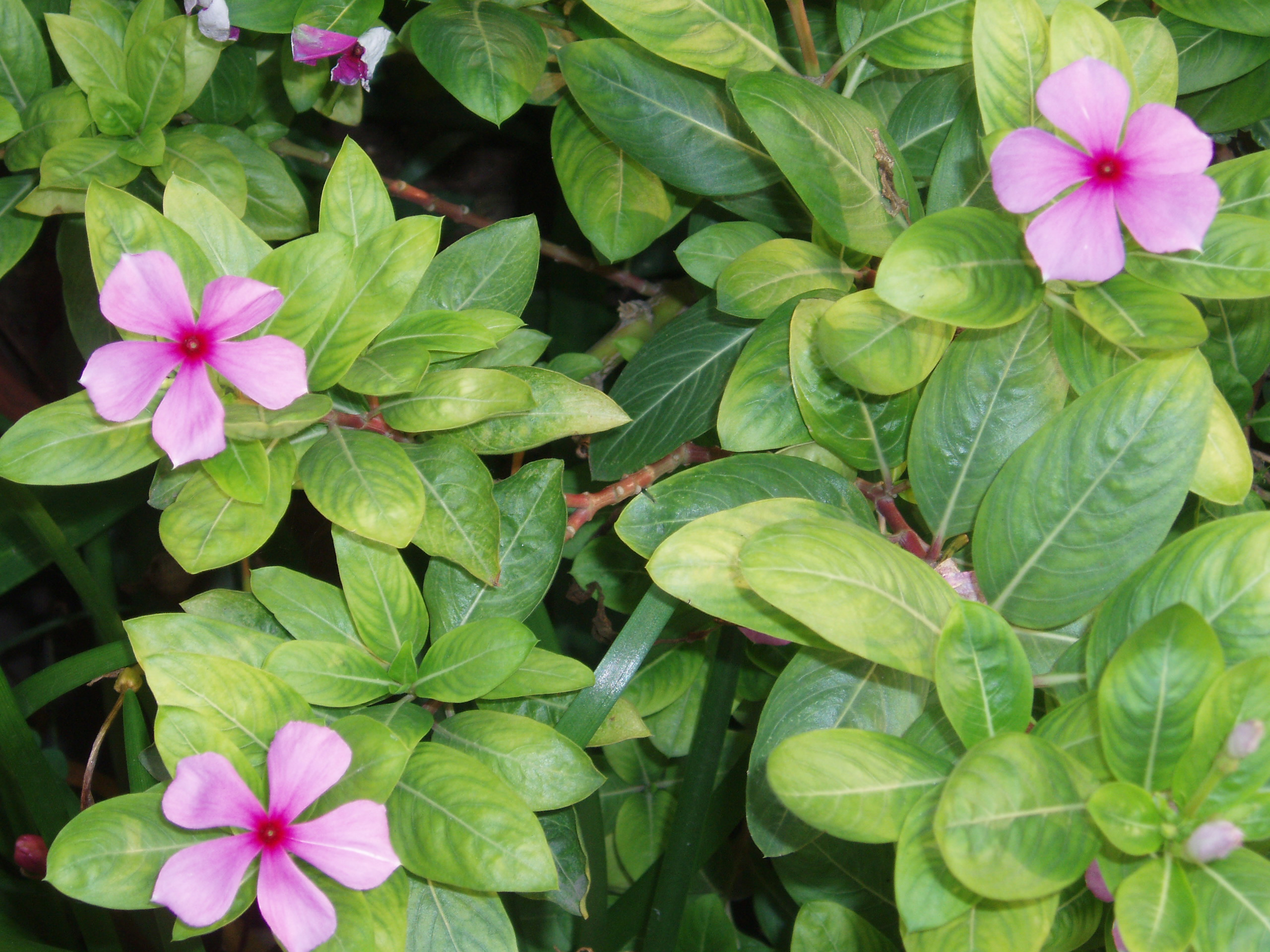
Detall fulles i flors

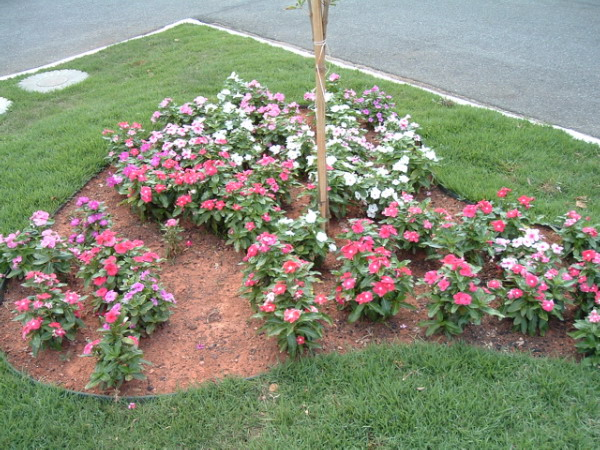
Pruenga cultivada com a planta de jardí

Floreix la major part de l'any, des de la primavera fins a la tardor en climes temperats. Germina en deu o vint dies a 18-24 °C. Requereix un rec moderat durant l'estació de creixement, però és relativament resistent a la sequera.
Es pot cultivar amb llavors, preferentment a finals d'hivern i principis de primavera. Els adobs fertilitzants també li són beneficiosos.
Es troba àmpliament distribuïda, amb poblacions grans a les dunes costaneres de les costes del Carib. A Argentina s'ha desenvolupat bastant bé, fins al punt que a la província de Misiones s'ha convertit en una espècie silvestre.
Aquesta espècie és cultivada com a planta medicinal i també com a planta ornamental. Com a tal és apreciada per la seva resistència a condicions de sequera i falta de nutrients. És popular en jardins subtropicals i temperats a causa del fet que pot soportar temperatures mínimes entre 5 °C i 7 °C. No li agrada el sol directe sinó que prefereix llocs amb semiombra.

## Morfologia

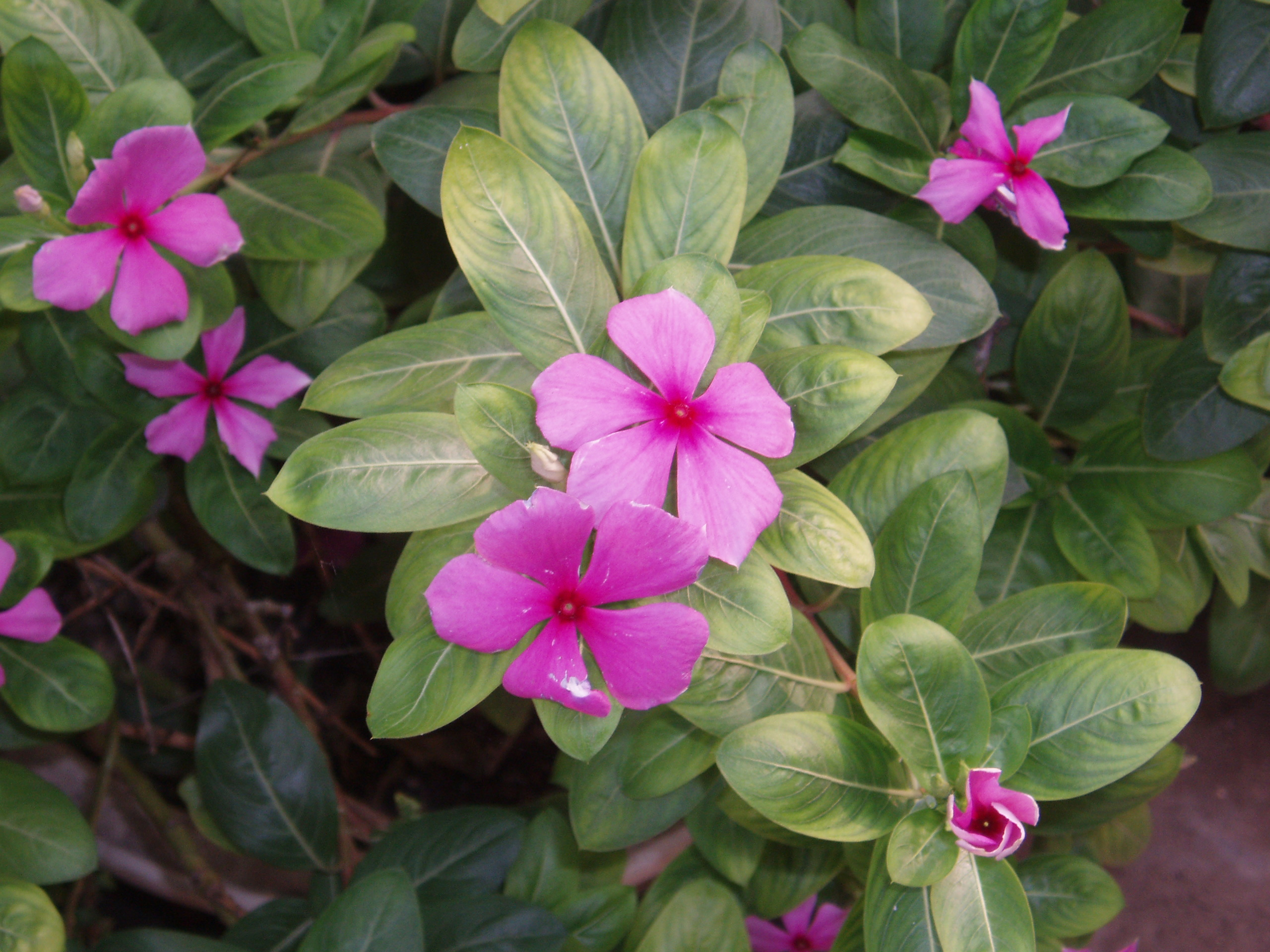
Pruenga de jardí

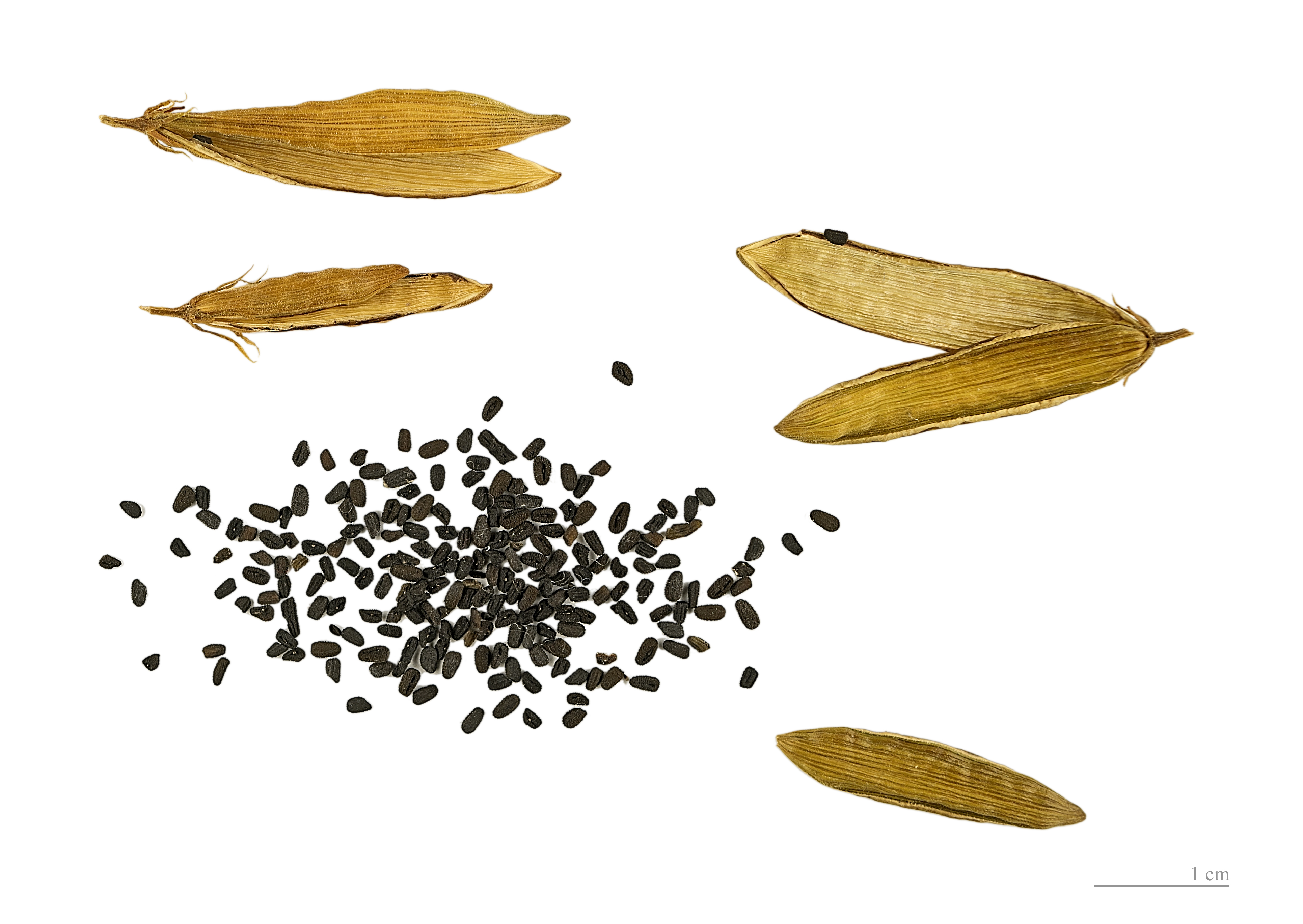
Fruits i llavors.

Petit arbust perenne o planta arbustiva amb una alçada variable d'entre uns 40 i 80 cm. Les flors presenten un diàmetre de 3 a 4 cm i les fulles són d'entre 2,5 i 5 cm de llarg i d'entre 1 i 4 cm d'ample. Es tracta d'una planta herbàcia però que presenta una base llenyosa. No presenta cap mena de pilositat. Té un creixement de tipus erecte o ascendent i una ramificació simpòdica.
La seva arrel és fasciculada, és a dir, que en el conjunt de filaments que componen l'arrel no n'hi ha cap que sigui el principal,(l'arrel de la pruenga és sensible a moltes malalties). Les fulles són dures i de color verd fosc i presenten una disposició oposada damunt la tija. La seva morfologia és la d'una fulla simple, oblonga-el·líptica o obovada-el·líptica, de textura coriàcia i de marge enter. L'àpex presenta forma aguda i la base és cuneïforme. La seva nervadura és pennada.
Les flors són bisexuals (hermafrodites), formades per 5 pètals i presenten diferents tonalitats que poden anar des d'un color blanc fins a un violeta fosc, amb un ull al centre. Formen petites inflorescències, sèssils, que s'ubiquen en les aixelles de les fulles superiors. La corol·la és dialipètala i hipocrateriforme, és a dir, en forma de trompeta, de tub llarg (fins a 3 cm) i angost, que acaba en 5 lòbuls àmpliament obovats, d'1 a 2 cm de llarg. Els sèpals són 5 i estan disposats quasi linealment i fan de 2 a 3 mm de llarg. Presenta 5 estams de filaments curts i anteres llargues i afletxades a la base, de dehiscència longitudinal i cap a l'eix de la flor introrses. Aquests estams estan inserits a sobre del tub de la corol·la i alternant amb els seus lòbuls. L'ovari és súper i apocàrpic, format per dos carpels independents, cada carpel amb una sola cavitat (unilocular). Presenta un sol estil amb l'estigma ample i gruixut.
Cada flor produeix 2 fruits erectes i secs que s'obren per la sutura ventral (fol·licles dehiscents), cadascun de 2 a 3 mm d'ample, i que es formen de cadascun dels 2 carpels independents que formen l'ovari, amb 24 a 33 llavors negres.

## Farmacologia

### Part utilitzada
La part utilitzada de la pruenga de jardí, és a dir, la droga, són les fulles i en menor proporció les flors i l'arrel. Les fulles es troben monopolitzades pels Estats Units i pels països d'Europa de l'est (Hongria).

### Composició química
És una planta amb una gran quantitat de compostos químics. Conté un gran nombre d'alcaloides indòlics i dihidroindòlics (0,2% - 1%) dels quals s'han identificat més de 150 i estant presents en fulles, tiges i arrels. Els alcaloides de la pruenga es classifiquen en dos grups:
- Monòmers: presents també a diferents Apocinàcies. Els principals són: catharantina (amb nucli indòlic) i vindolina (amb nucli indolina); i en menor mesura isovindolina, ajmalicina (arrel), serpentina (reserpina), aparicina, akuanidina, lochnerina, alstonina, amotina, pleurosina, raubasina, roseadina, (vinceína, roseadina, roseamina, tetrahidroalstonina, vindolinina i vindolicina.
- Dímers: específics d'aquesta planta: vincristina i vinblastina (vincaleucoblastina)
- Altres: pigments flavònics i antociànics, àcid pirocatèquic (compost fenòlic), un glucoalcaloide (vincòsid) que és un precursor en la biosíntesis d'altres alcaloides.

També leurocristina, leucsidina, glucòsids, (adenosina, roseòsid), un 2% de resines fenòliques (alcànfor que forma el 0,3%, olis essencials en poca quantitat), àcids orgànics (àcid ursòlic, àcid cafeico-p-hidroxibenzólic i àcid protocatèquic.

### Accions farmacològiques
Els alcaloides de la pruenga s'utilitzen fonamentalment en teràpia oncològica però també hi ha una altra àrea interessant d'activitat, la relacionada amb la seva provada acció hipoglucemiants. Té propietats per tant:
- Antitumorals[3] i antineoplàstiques
- hipoglucemiants:[4] disminueix el nivell de glucosa a la sang.
- estimulants i euforitzants
- emètiques i purgants: provoca o afavoreix l'expulsió del contingut intestinal, en forma d'evacuacions líquides o semilíquides i abundants.
- hipotensores: provoca una disminució de la pressió arterial.
- astringents: contreu les capes superficials de la pell coagulant-ne les proteïnes i donant alhora un mitjà protector superficial, com a desinfectants, per a eliminar els microorganismes per coagulació de llurs proteïnes.
- hemostàtiques: detenen hemorràgies
- vermífugues: provoca la destrucció dels cucs paràsits intestinals de l'home i dels animals.
- antiinflamatòries
- la vincamina (un dels alcaloides) s'utilitza per a la recuperació d'accidents cerebrovasculars, traumatismes cranials i infarts de miocardi, així com per a millorar la circulació retinal i per a pal·liar símptomes associats a la insuficiència circulatòria cerebral: vertigen, pèrdua de memòria i trastorns d'atenció.

### Usos medicinals provats
Usos aprovats per la Comissió E del Ministeri de Salut alemany:
- El linfoma de Hodgkin,[5] vinblastina en forma de sulfat i comercialitzada en ampolles (Oncovin ®).
- Leucèmia infantil, vincristina també comercialitzada en ampolles en forma de sulfat.

Altres usos aprovats:
- Combinada amb altres drogues s'utilitza a més en limfomes, sarcomes i alguns carcinomes.
- La vindesina, un derivat semisintètic de la vinblastina s'utilitza per a tractar el càncer d'esòfag metàstasic o càncer de mama avançat.
- La vinorrelbina, un altre derivat semisintètic de la vinblastina s'utilitza per tractaments de càncer avançat de pulmó.

### Usos etnomedicinals i populars
Entre els usos populars de la pruenga compten especialment els destinats al control de la diabetis per part de les comunitats indígenes asiàtiques (Índia, Filipines, Vietnam) i del Brasil. També és utilitzada en el tractament d'hemorràgies, cicatrització de ferides, inflamacions oculars, mal de coll, picadures d'abelles, tractament de malalties nervioses i cardiovasculars. A Camerun fan servir la decocció de l'arrel per tractar la hipertensió arterial.
A Sud-amèrica utilitzen el coneixement de les fulles per evitar la lactància i en ús extern per estimular la circulació sanguínia de les cames. A Tobago s'utilitza la infusió de la planta sencera a raó de 3 tasses diàries per tractar problemes de tiroide. A Cuba es prepara una maceració aquosa de les flors blanques per a realitzar rentats en afeccions oculars i ferides a la pell. A l'Àfrica central i del sud l'utilitzen de manera casolana per calmar la congestió pulmonar i la inflamació del coll. A Malàisia és utilitzada la decocció de l'arrel com a febrífug i antidisentèric. A la Xina s'utilitza la planta sencera com a regulador de la pressió sanguínia i dels cicles menstruals en la dona. També l'arrel com a vermífuga i les fulles com a antidiarreiques. Al Perú s'utilitza com a remei per combatre la leishmaniosi i malalties del cor.
Es creu que també s'utilitza per tractar altres patologies com asma, constipats, infeccions, malària, retenció de líquids, fongs, menorràgies, menopausa, dermatosis, gonorrea i tuberculosis entre d'altres.

### Efectes tòxics i/o adversos
La planta en infusió generalment és ben tolerada. Els casos de toxicitat estan referits principalment als preparats farmacèutics antitumorals elaborats amb els seus alcaloides. La vinblastina degut a la seva acció citotòxica, pot produir depressió de la medul·la òssia, leucopènia o granulocitopènia, entre d'altres. Aquests efectes són menys freqüents amb la vincristina, que pot produir trombocitopènia i alopècia (reversible), com que és menys tòxica, s'inclou en les teràpies combinada amb altres agents antineoplàstics mielosupressors.
Cap de les dues provoca anèmia, però sí que pot produir nàusees, vòmits i diarrees en ser administrades via intravenosa. Al segon o tercer dia de tractament amb vinblastina pot aparèixer un estat depressiu en el pacient. Per altra banda, la vincristina pot provocar polineuritis amb atròfia muscular i alteracions en el sistema nerviós central, sempre com a conseqüència de dosis elevades o tractaments molt prolongats.
Algunes cèl·lules tumorals i la mutació a la tubulina poden causar resistència a aquests alcaloides tot i que pot ser revertida mitjançant certs antagonistes del calci, com el verapamil. Tot i així, aquells pacients que es tornen resistents a un dels alcaloides de la pruenga, solen respondre bé a l'altre, relacionant-ho així, amb la importància d'una bona dosificació.

### Contraindicacions
La bromelaína (present a Ananas comosus) incrementa l'efecte de la vincristina, degut a una probable activitat fibrinolítica i antitumoral demostrada tant in vitro com en assajos en humans.
Està contraindicada durant l'embaràs (els alcaloides de la pruenga són teratogènics i leucopènia severa. En forma de tisanes no s'han reportat contraindicacions.

### Formes galèniques
Infusió: les fulles al 2-3%. Prendre 2-3 tasses diàries.

## Història
Existeixen algunes referències que asseguren que la pruenga de jardí provendria de les regions tropicals d'Amèrica. El nom "pervinca", que també se li aplica, deriva del llatí vincere = "lligar", a causa del fet que els plançons rastreros llargs d'aquesta planta servien per fer corones. Investigacions dutes a terme des de 1995 van permetre aïllar al voltant de 60 alcaloides, dels quals la vinblastina (aïllada el 1958) i la vincristina (aïllada el 1960) són les més importants des del punt de vista medicinal. Els camperols de Jamaica la utilitzaven amb molta freqüència com antidiabètica.
Això va fer que a partir de 1957 es realitzessin investigacions als Estats Units i Canadà, les que en un primer moment resultaren negatives, però gràcies a un fet fortuït, van permetre arribar a descobrir les seves virtuts antitumorals. Pel que fa a la comercialització de la pruenga, les multimilionàries vendes de vinblastina i vincristina promogueren amplis debats sobre els drets d'explotació d'una espècie, atenent que Madagascar (país d'origen d'on es van obtenir les mostres i es van realitzar els assajos) mai obtengué beneficis. A partir d'aquí es realitzaren convenis de coparticipació entre països proveïdors de matèria primera i països que la industrialitzen.

## Legislació i conservació
Les fulles de pruenga es troben aprovades pel Ministeri de Sanitat de Cuba per a ús humà. Els alcaloides purificats i sintetitzats constitueixen una especialitat medicinal.

## Observacions
És una planta que es ven a les floristeries com a planta decorativa tant d'interior com de jardí, ja que es considera una planta bonica, vistosa i fàcil de tractar. En jardineria s'han aconseguit diverses varietats de vius colors.
A Europa la pruenga es considerava una planta màgica, ideal per a allunyar els mals esperits. A França, se l'anomenava violeta dels encantadors. Les fulles seques s'han fumat com a al·lucinogen i euforitzant.
Va ser costum durant molts anys entre el natius de l'illa de Madagascar, col·locar garlandes de pruenga sobre el coll dels condemnats a mort.

## Espècies relacionades
- Vinca minor L.: planta perenne, coneguda com a vincapervinca o vinca menor que es caracteritza per presentar una altura inferior al metre, tiges postrades, fulles obovades-peciolades i flors solitàries de color blau pàl·lid. És originària d'Europa, creix silvestre en boscos humits, als 1.200 metres d'altura. Entre els seus principis actius destaquen: alcaloides indòlics en una proporció del 0,5%, tanins, flavonoides, sals minerals i cautxú.